# 19 novembre 1992
Le jeudi 19 novembre 1992 est le 324e jour de l'année 1992.

## Naissances
- Benardrick McKinney, joueur américain de football américain
- Brandon Frazier, patineur artistique américain
- Doru Sechelariu, pilote automobile roumain
- Eiki Takahashi, athlète japonais
- Floriana Bertone, joueuse de volley-ball italienne
- Gianni Vermeersch, coureur cycliste belge
- Helena Ryšánková, joueuse internationale tchèque de handball
- James Tarkowski, footballeur anglais
- Leandro Joaquín Rodríguez, footballeur uruguayen
- Paco Montalvo, musicien espagnol
- Tove Styrke, chanteuse et modèle suédoise
- Zach Lofton, joueur de basket-ball américain

## Décès
- Diane Varsi (née le 23 février 1938), actrice américaine
- Dorothy Walker Bush (née le 1 juillet 1901), mère de George H. W. Bush
- Hans Riemann (né le 16 avril 1899), archéologue allemand
- René Tavernier (né le 26 août 1914), géologue et stratigraphe belge

## Événements
- Découverte de (22356) 1992 WS6
- Sortie du film Atlantis
- Création de la société Bilbao Ria 2000
- Sortie de l'épisode Monsieur Chasse-neige de la série Les Simpsons
- Sortie de la chanson Nuthin' but a 'G' Thang de Dr. Dre